# Pterostylis banksii
Pterostylis banksii är en orkidéart som beskrevs av Robert Brown och Allan Cunningham. Pterostylis banksii ingår i släktet Pterostylis och familjen orkidéer. Inga underarter finns listade i Catalogue of Life.

## Bildgalleri

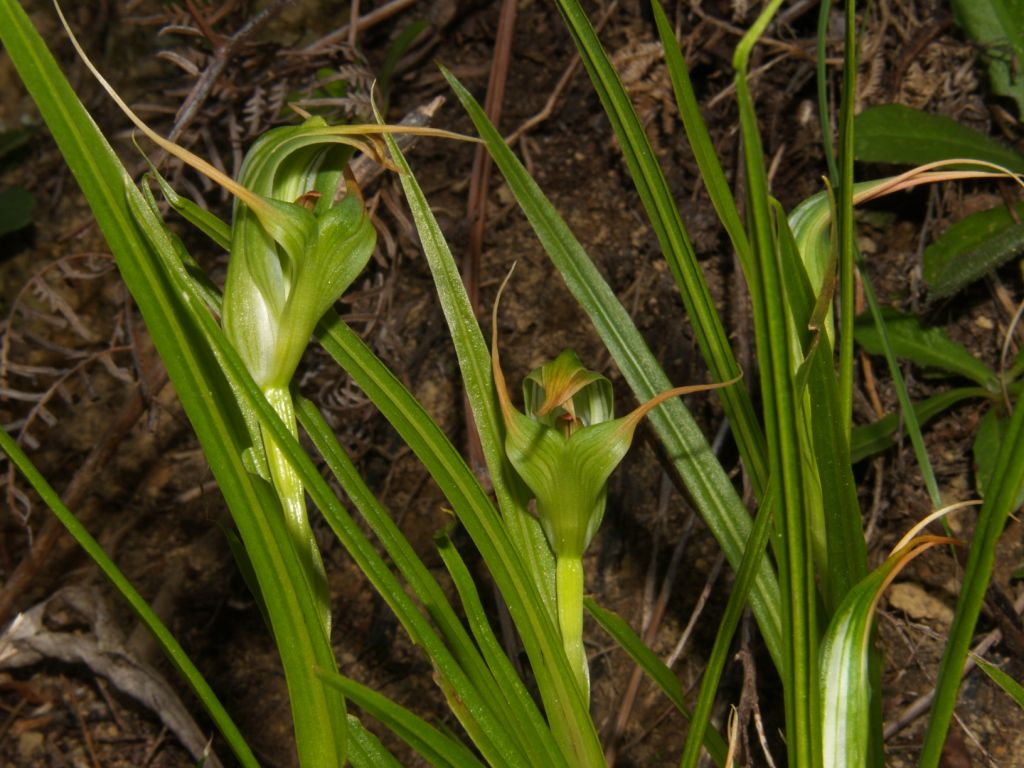
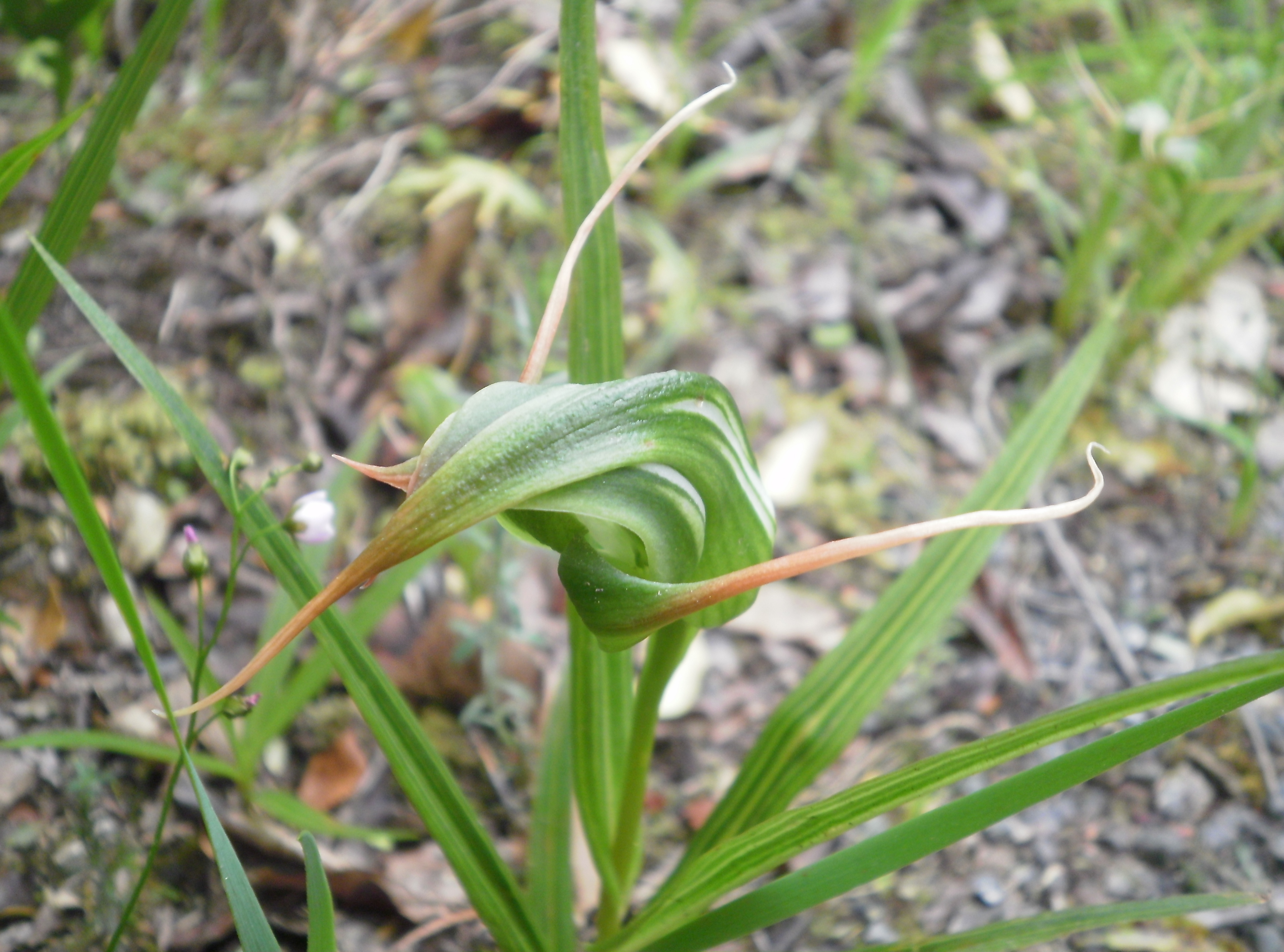
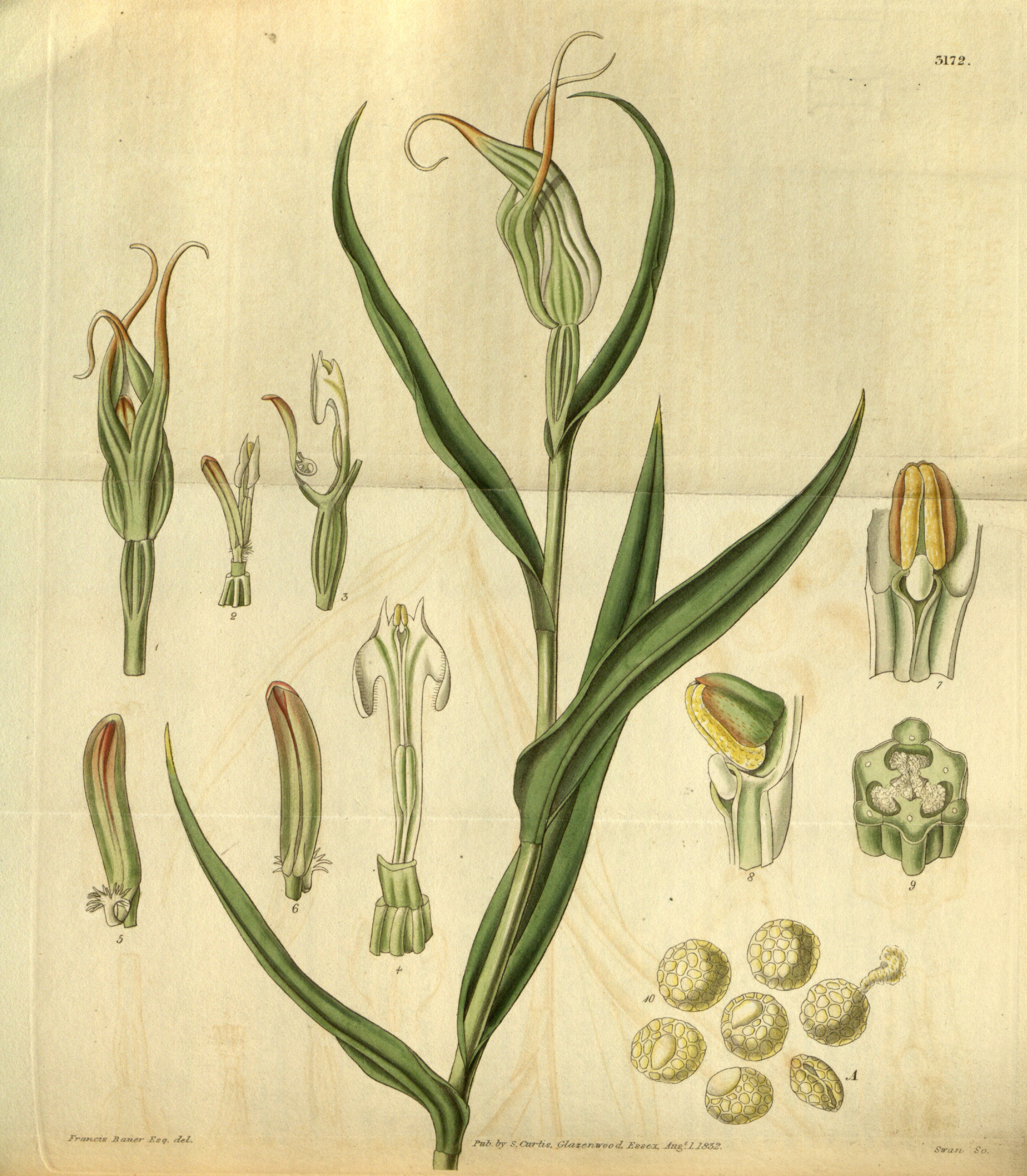